# Mylothris schoutedeni
Mylothris schoutedeni är en fjärilsart som beskrevs av Berger 1952. Mylothris schoutedeni ingår i släktet Mylothris och familjen vitfjärilar. Inga underarter finns listade i Catalogue of Life.